# Pont d'en Xandre
El Pont d'en Xandre és un pont sobre el riu Bulès de les comunes rosselloneses de Bula d'Amunt en el seu costat occidental, i de Prunet i Bellpuig a l'oriental.
És al nord del poble de Bula d'Amunt, al costat mateix del Molí d'en Xandre.
És un dels pocs ponts romànics que queden dempeus al Rosselló. És d'una sola arcada, de 12 metres d'ull; l'estrep de la riba esquerra té uns 7 metres de llargària, i 3 a la riba dreta, on enllaça amb un tros de pont força més modern. L'amplada és de 3,2, però les baranes fan mig metre cadascuna, cosa que fa que el pas sigui de 2,2. L'alçada de l'arc arriba a 6 metres. Les dovelles que formen l'arc són de llicorella.